# 정민정
정민정(1993년 6월 7일 ~)은 전주근영여고 출신의 배구선수이다. 2012년 신인드래프트에서 2라운드 5순위로 흥국생명 핑크스파이더스에 지명받으며 프로에 데뷔하였다.
큰키로 센터난을 겪던 소속팀에 기여하였으며 속칭 닭장이라고 불리는 웜업존서 리액션과 응원하는 모습이 화제가 되기도 하였다.

## 약력
- 이리남중 졸업
- 근영여고 졸업
- 2012년 2라운드 5순위로 흥국생명 배구단 입단